# Stenotermní organismy
Stenotermní organismy jsou organismy snášející pouze úzký rozsah teplot.
Dělí se na čtyři druhy:
- termofilní (u rostlin termofyta) – organismy výskytem preferující oblasti s vyšší teplotou, např. bakterie v horkých pramenech, některé sinice nebo například některé pouštní druhy živočichů a rostlin, které snáší teploty v těchto oblastech. Termofilní organismy se ovšem vyskytují i v teplých oblastech ČR.
- mezotermní (u rostlin mezotermofyta)
- psychrofilní = chladnomilné organismy – např. lední medvěd, tučňák, mrož, lachtan, sob
- kryofilní = kryobiontní, chladnomilný, často ve významu žijící na sněhu a ledu, (považováno za synonymum pojmu psychrofilní) – např. mikroskopické řasy a houby, chvostoskoci,  a další druhy hmyzu (sněžnice matná, pavoučnice).